# 소설을 원작으로 삼은 영화 목록
다음은 소설을 원작으로 삼은 영화의 작품 목록이다.

## 작품 순서

### 한국어
| 제목                           | 개봉   | 원작                                            | 비고      |
| ------------------------------ | ------ | ----------------------------------------------- | --------- |
| 한국이 싫어서                  | 2023년 | 장강명의 《한국이 싫어서》                      |           |
| 그녀의 취미생활                | 2023년 | 서미애의 《그녀의 취미생활》                    | 단편 소설 |
| 어디로 가고 싶으신가요         | 2023년 | 김애란의 《어디로 가고 싶으신가요》             | 단편 소설 |
| 그 여름                        | 2023년 | 최은영의 《그 여름》                            | 단편 소설 |
| 크리스마스 캐럴                | 2022년 | 주원규의 《크리스마스 캐럴》                    |           |
| 뜨거운 피                      | 2022년 | 김언수의 《뜨거운 피》                          |           |
| 인민을 위해 복무하라           | 2022년 | 옌롄커의 《인민을 위해 복무하라》               |           |
| 82년생 김지영                  | 2019년 | 조남주의 《82년생 김지영》                      |           |
| 돈                             | 2019년 | 장현도의 《돈》                                 |           |
| 7년의 밤                       | 2018년 | 정유정의 《7년의 밤》                           |           |
| 희생부활자                     | 2017년 | 박하익의 《종료되었습니다》                     |           |
| 남한산성                       | 2017년 | 김훈의 《남한산성》                             |           |
| 살인자의 기억법                | 2017년 | 김영하의 《살인자의 기억법》                    |           |
| 터널                           | 2016년 | 소재원의 《터널 - 우리는 얼굴 없는 살인자였다》 |           |
| 덕혜옹주                       | 2016년 | 권비영의 《덕혜옹주》                           |           |
| 아가씨                         | 2016년 | 세라 워터스의 《핑거스미스》                    |           |
| 열정같은소리하고있네           | 2015년 | 이혜린의 《열정, 같은 소리 하고 있네》          |           |
| 개를 훔치는 완벽한 방법        | 2014년 | 바바라 오코너의 《개를 훔치는 완벽한 방법》     |           |
| 두근두근 내 인생               | 2014년 | 김애란의 《두근두근 내 인생》                   |           |
| 방황하는 칼날                  | 2014년 | 히가시노 게이고의 《방황하는 칼날》             |           |
| 우아한 거짓말                  | 2014년 | 김려령의 《우아한 거짓말》                      |           |
| 도가니                         | 2011년 | 공지영의 《도가니》                             |           |
| 은교                           | 2012년 | 박범신의 《은교》                               |           |
| 가비                           | 2012년 | 김탁환의 《노서아 가비》                        |           |
| 화차                           | 2012년 | 미야베 미유키의 《화차》                        |           |
| 완득이                         | 2011년 | 김려령의 《완득이》                             |           |
| 밀양                           | 2007년 | 이청준의 《벌레 이야기》                        |           |
| 우리들의 행복한 시간           | 2006년 | 공지영의 《우리들의 행복한 시간》               |           |
| 초승달과 밤배                  | 2005년 | 정채봉의 《초승달과 밤배》                      |           |
| 바람의 전설                    | 2004년 | 성석제의 《소설 쓰는 인간》                     | 단편 소설 |
| 실미도                         | 2003년 | 백동호의 《실미도》                             |           |
| 엽기적인 그녀                  | 2001년 | 김호식의 《엽기적인 그녀》                      |           |
| 파이란                         | 2001년 | 아사다 지로의 《러브레터》                      | 단편 소설 |
| 거짓말                         | 2000년 | 장정일의 《내게 거짓말을 해봐》                 |           |
| 깊은 슬픔                      | 1997년 | 신경숙의 《깊은 슬픔》                          |           |
| 나는 소망한다 내게 금지된 것을 | 1994년 | 양귀자의 《나는 소망한다 내게 금지된 것을》     |           |
| 서편제                         | 1993년 | 이청준의 《서편제》                             |           |
| 삼포 가는 길                   | 1975년 | 황석영의 《삼포 가는 길》                       |           |
| 오발탄                         | 1961년 | 이범선의 《오발탄(誤發彈)》                     |           |

### 영어
| 제목                       | 개봉   | 원작                                     | 비고 |
| -------------------------- | ------ | ---------------------------------------- | ---- |
| 뻐꾸기 둥지 위로 날아간 새 | 1975년 | 켄 키시의 《뻐꾸기 둥지 위로 날아간 새》 |      |

### 힌디어
| 제목 | 개봉   | 원작                       | 비고 |
| ---- | ------ | -------------------------- | ---- |
| 고단 | 1963년 | 무니시 프렘찬드의 《고단》 |      |

## 같이 보기
- 소설 목록
- 소설을 원작으로 삼은 드라마 목록
- 웹툰을 원작으로 삼은 영화 목록